# Жуховицкий, Самуил Маркович
Самуил Маркович Жуховицкий (при рождении Шмуель Майримович Жуховицкий; 13 (26) декабря 1916 года, Одесса, Российская империя — 29 октября 2016, Новочеркасск, Ростовская область, Российская Федерация) — советский и российский шахматист, мастер спорта СССР (1939), международный мастер (1967), тренер.

## Биография
Родился 13 декабря (по старому стилю) 1916 года в Одессе в семье новомышского мещанина Майрима Шаевича Жуховицкого (1894—?) и Марьем Шмуль-Шимоновны Жуховицкой (в девичестве Парижер; 10 августа 1897, Одесса — ?), дочери бердичевского мещанина, заключивших брак там же 21 апреля 1916 года. Участник Великой Отечественной войны.
После демобилизации учился на историческом факультете сначала Одесского, а потом Ленинградского университетов, работал учителем истории в школе. В 1957—1960 годах работал тренером и руководил шахматно-шашечным кружком во Дворце пионеров и детско-юношеской спортивной школе в Кишинёве (в этот период дважды выигрывал чемпионат Молдавии), в 1960—1961 годах работал тренером на кафедре физвоспитания Бельцкого педагогического института и преподавателем истории в школе рабочей молодёжи в Бельцах. В 1960—1962 годах был остранён от участия в турнирах. В августе 1961 года поселился в Новочеркасске, работал тренером в ДСО «Спартак»; до конца жизни вместе с последней женой Галиной Григорьевной проживал в Новочеркасске.
В декабре 2011 года в Новочеркасске состоялся открытый чемпионат Юга России по быстрым шахматам, приуроченный к 95-летию Жуховицкого. Турнир решено было сделать ежегодным. С 2016 года это турнир его памяти.

## Шахматная карьера
Участник двух чемпионатов СССР (1967, 1969; чемпионат 1969 года имел статус зонального турнира). Победитель полуфинала чемпионата СССР 1969 года.
Серебряный призёр чемпионата Ленинграда 1949 года, бронзовый призёр чемпионата Ленинграда 1950 года.
Чемпион Азербайджанской ССР (1957). Двукратный чемпион Молдавской ССР (1958, 1959). Участник чемпионатов РСФСР.
В составе сборной РСФСР серебряный призёр 10-го чемпионата СССР между командами союзных республик (проводился в рамках Спартакиады народов СССР) 1967 года в Москве (с лучшим результатом среди запасных участников).
В составе ДСО «Наука» серебряный призёр 1-го командного кубка СССР в Одессе (показал 2-й результат среди участников, игравших на 6-й доске).
Бронзовый призёр чемпионата России среди ветеранов 1998 года.

## Основные спортивные результаты
| Год  | Город          | Соревнование                                                           | + | − | =  | Результат | Место                         |
| ---- | -------------- | ---------------------------------------------------------------------- | - | - | -- | --------- | ----------------------------- |
| 1936 | Киев           | 8-й чемпионат Украинской ССР                                           | 8 | 5 | 4  | 10 из 17  | 5                             |
| 1937 | Киев           | 9-й чемпионат Украинской ССР                                           | 5 | 4 | 8  | 9 из 17   | 7—10                          |
| 1939 | Ростов-на-Дону | Всесоюзный турнир кандидатов в мастера спорта                          | 7 | 2 | 4  | 9 из 13   | 2                             |
| 1940 | Киев           | Полуфинал 12-го чемпионата СССР                                        | 7 | 6 | 3  | 8½ из 16  | 9                             |
|      | Киев           | 10-й чемпионат Украинской ССР                                          | 7 | 4 | 6  | 10 из 17  | 5                             |
| 1947 | Ленинград      | Полуфинал 16-го чемпионата СССР                                        | 5 | 5 | 5  | 7½ из 15  | 8—9                           |
| 1949 | Ленинград      | Чемпионат Ленинграда                                                   |   |   |    |           | 2—4                           |
| 1950 | Ленинград      | Чемпионат Ленинграда                                                   | 7 | 3 | 3  | 8½ из 13  | 3—4                           |
|      | Ленинград      | Полуфинал 18-го чемпионата СССР                                        |   |   |    |           |                               |
| 1951 | Баку           | Полуфинал 19-го чемпионата СССР                                        |   |   |    |           |                               |
| 1953 | Тарту          | Чемпионат Эстонской ССР                                                |   |   |    |           | [ 19 ]                        |
|      | Вильнюс        | Полуфинал 21-го чемпионата СССР                                        | 6 | 5 | 3  | 7½ из 14  | 6—7                           |
| 1956 | Ереван         | Зональный турнир 24-го чемпионата СССР                                 | 9 | 6 | 4  | 11 из 19  | 7—8                           |
| 1957 |                | Чемпионат Азербайджанской ССР                                          |   |   |    |           | 1                             |
|      | Тбилиси        | Зональный турнир 25-го чемпионата СССР                                 |   |   |    | 11 из 19  | 4—6                           |
|      | Ленинград      | Полуфинал 25-го чемпионата СССР                                        |   |   |    | 10 из 19  | 10                            |
| 1958 | Сталинабад     | Командный чемпионат СССР (группа Б, сборная Молдавской ССР, 2-я доска) |   |   |    |           |                               |
|      | Кишинёв        | Чемпионат Молдавской ССР                                               |   |   |    |           | 1                             |
| 1959 | Кишинев        | Чемпионат Молдавской ССР                                               |   |   |    |           | 1                             |
| 1962 | Минск          | Чемпионат ЦС ДСО «Спартак»                                             |   |   |    | 9½ из 17  | 7—8                           |
| 1963 | Горький        | Спартакиада народов РСФСР                                              |   |   |    |           |                               |
| 1964 | Москва         | Чемпионат ЦС ДСО «Спартак»                                             |   |   |    |           |                               |
| 1967 | Харьков        | 35-й чемпионат СССР                                                    | 6 | 5 | 2  | 7 из 13   | 41—57                         |
|      | Ленинград      | Спартакиада народов РСФСР                                              |   |   |    |           |                               |
|      | Москва         | IV Спартакиада народов СССР (сборная РСФСР, запасной)                  |   |   |    |           | 1 на доске, команда — чемпион |
|      | Сочи           | Мемориал М. И. Чигорина                                                | 4 | 5 | 6  | 7 из 15   | 8—10                          |
| 1968 | Волгоград      | Чемпионат ВС СССР                                                      |   |   |    |           |                               |
| 1969 | Ростов-на-Дону | Полуфинал 37-го чемпионата СССР                                        | 8 | 1 | 8  | 12 из 17  | 1                             |
|      | Москва         | 37-й чемпионат СССР                                                    | 5 | 5 | 12 | 11 из 22  | 13                            |
|      | Грозный        | Командный чемпионат СССР (сборная РСФСР, запасной)                     |   |   |    |           |                               |
| 1970 | Москва         | Турнир в честь 25-летия Победы                                         |   |   |    | 5½ из 13  | 9                             |
|      | Куйбышев       | Чемпионат РСФСР                                                        |   |   |    |           | [ 25 ]                        |
| 1971 | Дубна          | Международный турнир                                                   |   |   |    | ?? из 13  | 5                             |
| 1977 | Бельцы         | Отборочный турнир 45-го чемпионата СССР                                |   |   |    |           |                               |
| 1981 | Ереван         | Турнир ветеранов                                                       | 8 | 2 | 3  | 9½ из 13  | 4                             |
| 1994 | Биль           | Чемпионат мира среди ветеранов                                         | 5 | 3 | 3  | 6½ из 11  | [ 18 ]                        |
| 1997 | Воронеж        | Мемориал В. П. Загоровского (турнир ветеранов)                         | 4 | 3 | 4  | 6 из 11   | 6                             |
| 1998 | Сочи           | Чемпионат России среди ветеранов                                       | 5 | 2 | 2  | 6 из 9    | 3—5                           |
| 2002 | Элиста         | Мемориал М. М. Ботвинника (турнир ветеранов)                           | 2 | 5 | 2  | 3 из 9    | 8—9                           |

## Изменения рейтинга
| Графики недоступны из-за технических проблем. См. информацию на Фабрикаторе и на mediawiki.org. |